# Donald Day
Donald Satterlee Day (* 15. Mai 1895 in Brooklyn Heights, Brooklyn, New York City; † 1. Oktober 1966 in Helsinki) war konservativer US-amerikanischer Journalist, Autor und Radiopropagandist des Großdeutschen Rundfunks.

## Leben
Day war der Sohn von John I. Day, einem Redakteur des New York Morning Telegraph und Grace Satterlee. Nach dem Schulbesuch arbeitete er für das Chicago City News Bureau, einen Presseservice verschiedener Chicagoer Zeitungen. Bevor er 1917 als Flieger in die United States Navy eintrat, war er nach New York zurückgekehrt und arbeitete als Sportreporter für die The Morning Telegraph. Nach dem Krieg erhielt er als Redakteur bei der New York World, eine Einladung des (inoffiziellen) sowjetischen US-Vertreters Ludwig Martens, der aus den Vereinigten Staaten ausgewiesen worden war. Er sollte ihn zurückbegleiten und über Sowjetrussland schreiben. In Riga (Lettland) angekommen erhielt er jedoch kein Visum für das Land und bot darauf dem Europa-Direktor der Chicago Tribune, Floyd Gibbons, an, aus Osteuropa zu berichten.
In der Folge war Day von 1921 bis 1942 Auslandskorrespondent der Chicago Tribune in Riga und berichtete weiter über Polen, Schweden, Finnland, die Ukraine und die anderen Baltenstaaten. In dieser Zeit war er der einzige US-Korrespondent Nordosteuropas. Seine Artikel erschienen weiter in der New York Daily News sowie einem Dutzend anderer amerikanischer Zeitungen, die den Auslandsnachrichtenservice der Tribune abonniert hatten.
Da er ein Visum für die Sowjetunion, das mit der Auflage verbunden wurde, positiv zu berichten, ablehnte, musste er sich auf Berichte von Emigranten und eigens angeheuerte Reporter, die er immer wieder in das Land sandte, beschränken. Die Tribune hatte ihren Korrespondenten George Seldes aus Moskau abgezogen um ihn nicht der Zensur sowie dreimonatigen Berichterstattung an das sowjetische Außenministerium zu unterwerfen. Day informierte über die große ukrainische Hungersnot von 1920/1921, an der vermutlich 8 bis 15 Millionen Bauern starben. Nach Day war das Folge der Aktivitäten von Artemi Bagratowitsch Chalatow, der dort mit Hilfe der Tscheka massiv Lebensmittel requirieren ließ. Er deckte einen Skandal um illegale Devisengeschäfte des US-Botschafters in Moskau William C. Bullitt auf, der zu dessen Abberufung 1936 führte.
Politischer Konkurrent der Tribune unter Robert R. McCormick war die damals liberale, sowjetfreundliche New York Times mit ihrem Moskauer Berichterstatter Walter Duranty. Als Donald Day 1936 mit einem Artikel unter der Schlagzeile "Moskau weist Rote in den USA an Roosevelt zu unterstützen" in den Präsidentschaftswahlkampf eingriff, offerierte die Times $ 5.000 für denjenigen, der das beweisen könne. Im September 1944 legte sie nach, indem sie die Offerte erneuerte und feststellte, dass Day jetzt als Nazipropagandist des Großdeutschen Rundfunks sende.
Als infolge des Hitler-Stalin-Paktes vom August 1939 beide Mächte Polen aufteilten, sagte Day, mit Blick auf die Verfolgung der deutschen Minderheit zuvor sowie der polnischen Eingriffe in ukrainische Politik: "Polen bekommt exakt, was es verdient. Kein Nachbarland bedauert das. Polen hat eine Politik des Terrors geführt."
Day berichtete über den sowjetisch-finnischen Winterkrieg sowie aus Riga, als 1940 die Rote Armee Lettland okkupierte: „Am 17. Juni befand sich ein Mob an der Eisenbahnstation, schwenkte rote Fahnen und schrie in hysterischer Freude über die Ankunft der Russen. Lettisch konnte man nicht hören. Die Reden und Rufe, die Schreie, waren alle auf russisch oder jiddisch.“
Mitte Juli 1940 wurde Day aus Lettland ausgewiesen. Er ging nach Finnland und 1942 nach Stockholm, wo ihn seine Zeitung aufforderte in die Vereinigten Staaten zurückzukehren. Auf Betreiben der Roosevelt-Regierung, die inzwischen mit der Sowjetunion zusammenarbeitete und den unliebsamen Reporter ausschalten wollte, wurde sein Pass für abgelaufen erklärt, womit er als staatenlos galt; ein Jahr später ging er nach Deutschland. Er war überzeugt, dass das Dritte Reich das einzige Bollwerk des Westens gegen sowjetische Tyrannei sei. Von September 1944 bis April 1945 sprach er sich über den deutschen Rundfunk besonders gegen den Kommunismus, gegen Juden, sowie "Amerikas militärisch-politische Allianz mit der Sowjetunion" (Leih- und Pachtgesetz) und geißelte den "erbarmungslosen Krieg gegen Deutschland und das christliche Europa".
Gegen Ende des Zweiten Weltkrieges untersuchte das US-Justizministerium die vom FBIS aufgezeichneten Radiobeiträge Days, der ab Mai 1945 in der Amerikanischen Besatzungszone interniert war. Es entschied, dass Day kein Landesverrat vorzuwerfen sei und entließ ihn.
Day kehrte mit seiner Frau, die er vor 1940 in Riga geheiratet hatte, nach Finnland zurück, wurde aber nicht mehr von der Chicago Tribune beschäftigt. Er starb in Helsinki an einem Herzanfall.

## Weiteres
Days Schwester, Dorothy Day, gründete die New Yorker Zeitung The Catholic Worker und das St. Joseph's House of Hospitality, sein Bruder John arbeitete für die Hearst-Presse.
Donald Day ist nicht zu verwechseln mit dem gleichnamigen amerikanischen Autor und Editor (1899–1991).

### Publikationen von Donald Day
- Donald Day: Onward Christian Soldiers: An American Journalist's Dissident Look at World War II. Noontide Press. Newport Beach CA. 2002. (Erstdruck Schweden 1944) ISBN 0939482622
- Donald Day: Onward Christian Soldiers: 1920-1942 Propaganda, Censorship and One Mans Struggle to Herald the Truth. Noontide Press. Newport Beach CA. 1985.

### Publikationen über Donald Day
- John Carver Edwards: Berlin Calling: American Broadcasters In Service To The Third Reich. (Kapitel: Donald Day, a late recruit to the German propaganda network). Praeger, London 1991. ISBN 0-275-93905-7.